# Pręgowo (województwo pomorskie)
Pręgowo (niem. Prangenau) – wieś w Polsce położona w województwie pomorskim, w powiecie gdańskim, w gminie Kolbudy.
Formalnie nazwa obowiązuje od 1 stycznia 2014 r., powstała w miejsce zniesionych nazw wsi Pręgowo Dolne i Pręgowo Górne.
Wieś położona jest nad rzeką Radunią, na trasie linii kolejowej (obecnie zawieszonej) Pruszcz Gdański – Żukowo z byłą stacją Pręgowo Gdańskie. Prowadzi tędy Szlak Skarszewski – zielony znakowany szlak turystyczny.
W latach 1945–1998 miejscowość należała do województwa gdańskiego. Do 1920 wieś była częścią powiatu kartuskiego, następnie weszła w skład Wolnego Miasta Gdańska.
W miejscowości znajduje się parafia rzymskokatolicka, należąca do dekanatu Kolbudy, archidiecezji gdańskiej. Funkcjonuje tu Ochotnicza Straż Pożarna oraz szkoła podstawowa, przy której w 2016 kosztem 2,5 mln zł powstała hala sportowa.

## Historia
Pierwsza wzmianka sugerująca istnienie we wsi parafii pochodzi z 1323. W 1396 Konrad von Jungingen nadał wieś gdańskim brygidkom. Mniszki sprawowały patronat nad miejscową parafią i miały prawo wyznaczania proboszcza. Od 1593 kościół jako filialny podlegał proboszczowi kościoła NMP w Gdańsku, w latach 1683–1859 związany był z tamtejszą Kaplicą Królewską, po czym stał się siedzibą samodzielnej parafii.
Od 1869, w Pręgowie rozpoczyna się rurociąg z wodą pitną dla Gdańska, zasilający najpierw grawitacyjny Zbiornik Wody Orunia, a po 1978 inne elementy gdańskiej sieci wodociągowej.
Miejsce spoczynku 41 ofiar Marszu Śmierci z obozu Stutthof w 1945r.

## Zabytki
Według rejestru zabytków NID na listę zabytków wpisany jest kościół parafialny pw. Bożego Ciała z XIV w., nr rej.: 217 z 6.08.1962.
Zbudowany przez zakon krzyżacki budynek kościoła pw. Bożego Ciała cechuje się masywnymi murami zewnętrznymi o grubości dochodzącej do 1,5 m. Wewnątrz cenne malowidła naścienne – Sąd Ostateczny (50 m²), Vir Dolorum (Mąż Boleści) i veraikon – oraz zacheuszki z początku XV w. Manierystyczny ołtarz główny pochodzi z I połowy XVII w. (ok. 1630–1640), ołtarz boczny – z II połowy XVIII w. Obraz Wizje Tomasza z Akwinu pędzla Hermana Hana (XVII w.), dwie stalle (XVII i XVIII w.), krucyfiks (koniec XVII w.), 2 feretrony (z I połowy XVIII w. oraz przełomu XVIII i XIX w.). Przy wejściu granitowa kropielnica z początku XIV w. Niedawno odkryte krypty pod kościołem pochodzą z przełomu XVII i XVIII w. W 1875 i 1909 roku w kościół uderzył piorun, nie wyrządzając jednak większych szkód. W 2018 świątynia otrzymała nocną iluminację.